# Martin megye (Kentucky)
Martin megye az Amerikai Egyesült Államokban, azon belül Kentucky államban található. Megyeszékhelye és legnagyobb városa Inez. Lakosainak száma 11 287 fő (2020. április 1.). Martin megye Lawrence, Wayne, Mingo, Pike, Floyd és Johnson megyékkel határos.

## Népesség
A megye népességének változása:
| Lakosok száma | 12 879 | 12 853 | 12 758 | 12 647 | 12 307 | 11 287 |
|               | 2010   | 2011   | 2012   | 2013   | 2015   | 2020   |